# Rastriya Gaan
राष्टिय गान (Ras Triya Gaan, Pieśń Narodowa) to hymn państwowy Nepalu w latach 1962–2006. Słowa napisał Sri Chakra Pani Chalise, a muzykę skomponowali Dr AM Pathan oraz Bakhat Bahadur Budhapirthi.

## Oficjalny tekst w języku nepali
श्रीमान गम्भीर नेपाली प्रचड प्रतापी भूपति
श्री ५ को सरकार महाराजाधिराजको सदा रहोस्‍ उन्नति
राखून चिरायु ईशले, प्रजा फैलियोस पुकारौं जय प्रेमले
हामी नेपाली साराले ।
बैरी सारा हराउन शान्त होउन सबै बिध्न व्यथा,
गाउन सारा दुनियांले सहर्ष नाथको सुकीर्ति कथा,
राखौं शासन, भारी वीरताले, नेपालमाथि सधैं नाथको
श्री होस ठूलो हामी नेपालीको ।

## Polska transkrypcja tekstu w języku nepali
Śri man gumbhira nepali praćanda pratapi bhupati
Śri pańć sarkar maharadźadhiradźako sada rahos unnati
Rakhun ćiraju iiśale pradźa phailijos pukaraun dźaja premale
Hami nepali śarale
Bairi sara haraun śanta houn sabai bighna vjatha,
Gaun sara dunijanle sahaśa nathako sukithi katha,
Rakhaun śasana, bhari birtale, nepala mathi sadhain nathako
Śri hos thulo hami nepaliko.

## Tłumaczenie polskie
Niech ukoronuje Cię chwała, odważny Władco,
Ciebie, śmiałego Nepalczyka,
Śri Pańć Maharadżadhiradżę, naszego sławnego przywódcę,
Żyj przez długie nadchodzące lata,
A liczba Twych poddanych niech wzrasta.
Niech każdy Nepalczyk śpiewa to z radością.